# Szalone wakacje
Szalone wakacje (Carry On Abroad) – brytyjska komedia filmowa z 1972 roku w reżyserii Geralda Thomasa. Jest dwudziestym czwartym filmem zrealizowanym w cyklu Cała naprzód. 

## Opis fabuły
Film opowiada o grupie brytyjskich turystów, którzy postanawiają wyjechać na krótki wyjazd na jedną ze śródziemnomorskich wysp, skuszeni promocyjną ofertą biura podróży. Są wśród nich dwa niemłode już małżeństwa. Jedno z nich prowadzi wspólnie pub, zaś znudzony żoną mąż szuka ciągle okazji, aby móc pofiglować ze swoją młodą i ponętną stałą klientką (która również bierze udział w wycieczce). W drugiej parze jest odwrotnie - mąż bardzo pragnie swej oschłej żony, lecz ta trzyma go na daleki dystans. Ponadto wśród wczasowiczów znajdują się m.in. grupa zakonników poszukujących grobu świętej patronki swego zgromadzenia, dwie seksowne przyjaciółki jadące w podróż w poszukiwaniu przystojnych mężczyzn, para nieco niedobranych gejów, alkoholik-maminsynek oraz szkocki Casanova. Nad całą tą gromadką próbuje zapanować dystyngowany pilot, wspomagany przez swoją ponętną asystentkę.
Gdy docierają na miejsce, okazuje się, że ich hotel jest jeszcze w trakcie budowy i daleko mu do ukończenia, a oni są jego pierwszymi gośćmi. W dodatku obsługa liczy zaledwie trzy osoby, którym - choć bardzo się starają - nie wszystko wychodzi.

## Obsada
- Sid James jako Vic Flange
- Joan Sims jako Cora Flange
- Kenneth Connor jako Stanley Blunt
- June Whitfield jako Evelyn Blunt
- Kenneth Williams jako Stuart Farquhar
- Charles Hawtrey jako Pan Tuttle
- Peter Butterworth jako Pepe
- Bernard Bresslaw jako brat Bernard
- Barbara Windsor jako Sadie Tomkins
- Jimmy Logan jako Bert Conway
- John Clive jako Robin Tweet
- David Kernan jako Nicholas Phipps
- Hattie Jacques jako Floella
- Sally Geeson jako Lily
- Carol Hawkins jako Marge
- Ray Brooks jako Georgio
- Derek Francis jako brat Martin

i inni

## Produkcja
Choć większość filmu rozgrywa się na śródziemnomorskiej wyspie, sceny te zostały w całości zrealizowane na terenie Pinewood Studios w hrabstwie Buckinghamshire. Np. filmową plażę uzyskano zasypując piaskiem parking na terenie tego obiektu. Jedyną scenę plenerową - przed siedzibą biura podróży organizującego wyjazd - nakręcono w Slough. Okres zdjęciowy trwał od 17 kwietnia do 26 maja 1972 roku. Prapremiera telewizyjna filmu, która miała miejsce w 1978 roku, przyciągnęła przed ekrany 18 milionów widzów.